# Luzoni vízirozsdafarkú
A luzoni vízirozsdafarkú (Phoenicurus bicolor) a madarak osztályának a verébalakúak (Passeriformes) rendjéhez és a  légykapófélék (Muscicapidae) családjához tartozó faj.

## Rendszerezése
A fajt William Robert Ogilvie-Grant skót ornitológus írta le 1894-ben, a Chimarrhornis nembe  Chimarrhornis [sic] bicolor néven. Besorolása vitatott, egyes szervezetek a Rhyacornis nembe sorolják Rhyacornis bicolor néven.

## Előfordulása
Délkelet-Ázsiában, a Fülöp-szigetekhez tartozó Luzon szigetén honos. Természetes élőhelyei a trópusi és szubtrópusi hegyi esőerdők, folyópartok és patakok környéke. Állandó, nem vonuló faj.

## Megjelenése
Testhossza 15 centiméter.

## Életmódja
Gerinctelenekkel táplálkozik.

## Természetvédelmi helyzete
Az elterjedési területe elég kicsi, egyedszáma 1500-7000 példány közötti és csökken. A Természetvédelmi Világszövetség Vörös listáján sebezhető fajként szerepel.